# Katholieke Kerk in El Salvador

El Salvador

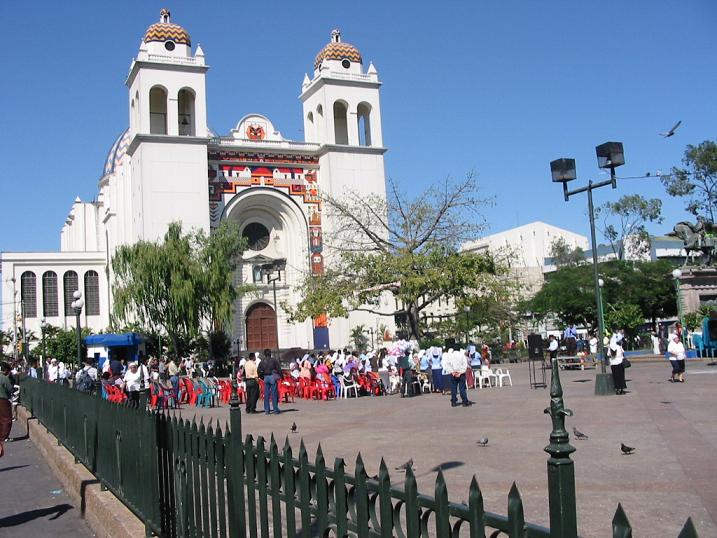
Kathedraal van San Salvador

De Katholieke Kerk in El Salvador is een onderdeel van de wereldwijde Katholieke Kerk, onder het geestelijk leiderschap van de paus en de curie in Rome.
Een meerderheid van de Salvadoraanse bevolking is katholiek, respectievelijk 78 % in 2005 en 93 % in 1993. In 1842 werd het diocees San Salvador opgericht en in 1913 de kerkprovincie. De Katholieke Kerk is een invloedrijke instantie in de Salvadoraanse maatschappij, mede door haar sociaal engagement.
El Salvador bestaat uit 1 kerkprovincie met 8 bisdommen die de Romeinse ritus volgen, waaronder 1 aartsbisdom, en een militair ordinariaat die direct onder de heilige stoel valt. De bisschoppen zijn lid van de bisschoppenconferentie van El Salvador. President van de bisschoppenconferentie is José Luis Escobar Alas, aartsbisschop van San Salvador. Verder is men lid van de Secretariado Episcopal de América Central y Panamá en de Consejo Episcopal Latinoamericano. 
Apostolisch nuntius voor El Salvador is aartsbisschop Luigi Roberto Cona.
El Salvador heeft tweemaal een bezoek gehad van een paus. Paus Johannes Paulus II bezocht het land in 1983 en 1996. Er is nog nooit een kardinaal benoemd afkomstig uit El Salvador.

## Bisdommen
| - Aartsbisdom - Bisdom |

- San Salvador
  - Chalatenango
  - San Miguel
  - San Vicente
  - Santa Ana
  - Santiago de María
  - Sonsonate
  - Zacatecoluca
- Immediatum
  - Militair ordinariaat

## Nuntii
- Apostolisch nuntius
  - Aartsbisschop Albert Levame (1938 - 12 november 1939)
  - Aartsbisschop Giuseppe Beltrami (20 februari 1940 - 15 november 1945, later kardinaal)
  - Aartsbisschop Giovanni Maria Emilio Castellani (13 december 1945 - 6 september 1951)
  - Aartsbisschop Gennaro Verolino (5 september 1951 - 25 februari 1957)
  - Aartsbisschop Giuseppe Paupini (25 februari 1957 - 23 mei 1959, later kardinaal)
  - Aartsbisschop Ambrogio Marchioni (1959 - 1964)
  - Aartsbisschop Bruno Torpigliani (1 september 1964 - 3 augustus 1968)
  - Aartsbisschop Girolamo Prigione (27 augustus 1968 - 2 oktober 1973)
  - Aartsbisschop Emanuele Gerada (8 november 1973 - 15 oktober 1980)
  - Aartsbisschop Lajos Kada (15 oktober 1980 - 8 april 1984)
  - Aartsbisschop Francesco De Nittis (24 januari 1985 - 25 juni 1990)
  - Aartsbisschop Manuel Monteiro de Castro (21 augustus 1990 - 2 februari 1998, later kardinaal)
  - Aartsbisschop Giacinto Berloco (5 mei 1998 - 24 februari 2005)
  - Aartsbisschop Luigi Pezzuto (2 april 2005 - 17 november 2012)
  - Aartsbisschop Léon Kalenga Badikebele (22 februari 2013 - 17 maart 2018)
  - Aartsbisschop Santo Rocco Gangemi (25 mei 2018 - 12 september 2022)
  - Aartsbisschop Luigi Roberto Cona (sinds 26 oktober 2022)

## Pauselijk bezoek
El Salvador heeft tweemaal een bezoek gehad van een paus. 
- 6 maart 1983: pastoraal bezoek van paus Johannes Paulus II aan El Salvador.
- 8 februari 1996 - 9 februari 1996: pastoraal bezoek van paus Johannes Paulus II aan El Salvador.